# Сребреницький Григорій Федотович
Григорій Федотович Сребреницький (1724 — 10 (21) грудня 1779) — гравер на міді 18 ст., родом з с. Чернеччини Охтирського повіту з священичої родини; 1741 — 1758 учився і працював у друкарні Києво-Печерської Лаври, 1759—1763 — у Петербурзькій Академії Мистецтв (учень Є. Чемесова), у 1767 — 1796 — її професор; портрети, гравюри («Любов доньки»), ілюстрації до книжок.